# الكرسي (فلم)
الكرسي (بالفرنسية: Le fauteuil)، هُو فيلم درامي بوركينابي صدر سنة 2009 وأخرجه Missa Hebié.

## وصلات خارجية
- الكرسي على موقع IMDb (الإنجليزية)